# Błąd w obliczeniach
Błąd w obliczeniach lub Tajny wydział (tytuł oryginalny Tejing xinrenlei 2) – hongkoński film sensacyjny z 2000 roku w reżyserii Bennego Chana.
W 2001 roku podczas 20. edycji Hong Kong Film Awards Chung Chi Li, Bruce Yu, Edison Chen i Kinson Tsang King-Cheung byli nominowani w kategorii Best Action Choreography, Best Costume & Make Up Design, Best New Performer i Best Sound Design.

## Fabuła
RS 1 jest niezniszczalnym robotem i eksponatem na wystawie sprzętu policyjnego w Hongkongu. Zostaje on wykradziony przez swego rozczarowanego konstruktora i skierowany na ulice miasta. W Hongkongu wybucha panika. Agent FBI przy pomocy oddziału młodych oficerów policji próbuje pochwycić niebezpiecznego robota.

## Obsada
Źródło: Filmweb

- Edison Chen - Edison
- Paul Rudd – Ian Curtis
- Maggie Q – Jane Quigley
- Mark Hicks – Ross Tucker
- Ricardo Mamood - Quincy
- Richard Sun – Kurt
- Stephen Fung – Match
- Sam Lee – Allen